# Route nationale 2 (Inde)
Pour les articles homonymes, voir Route nationale 2.
La route nationale 2 (National Highway 2) relie Dibrugarh à Tuipang au Bengale-Occidental.
Elle est longue de 1 325 km.

## Tracé
La route nationale 2 traverse les États de l'Assam, du Nagaland, du Manipur et du Mizoram.
La NH2 traverse Dibrugarh, Sivasagar, Amguri, Mokokchung, Wokha, Kohima, Imphal, Churachandpur, Seling, Serchhip, Lawngtlai et Tuipang.